# Kapitolinische Museen

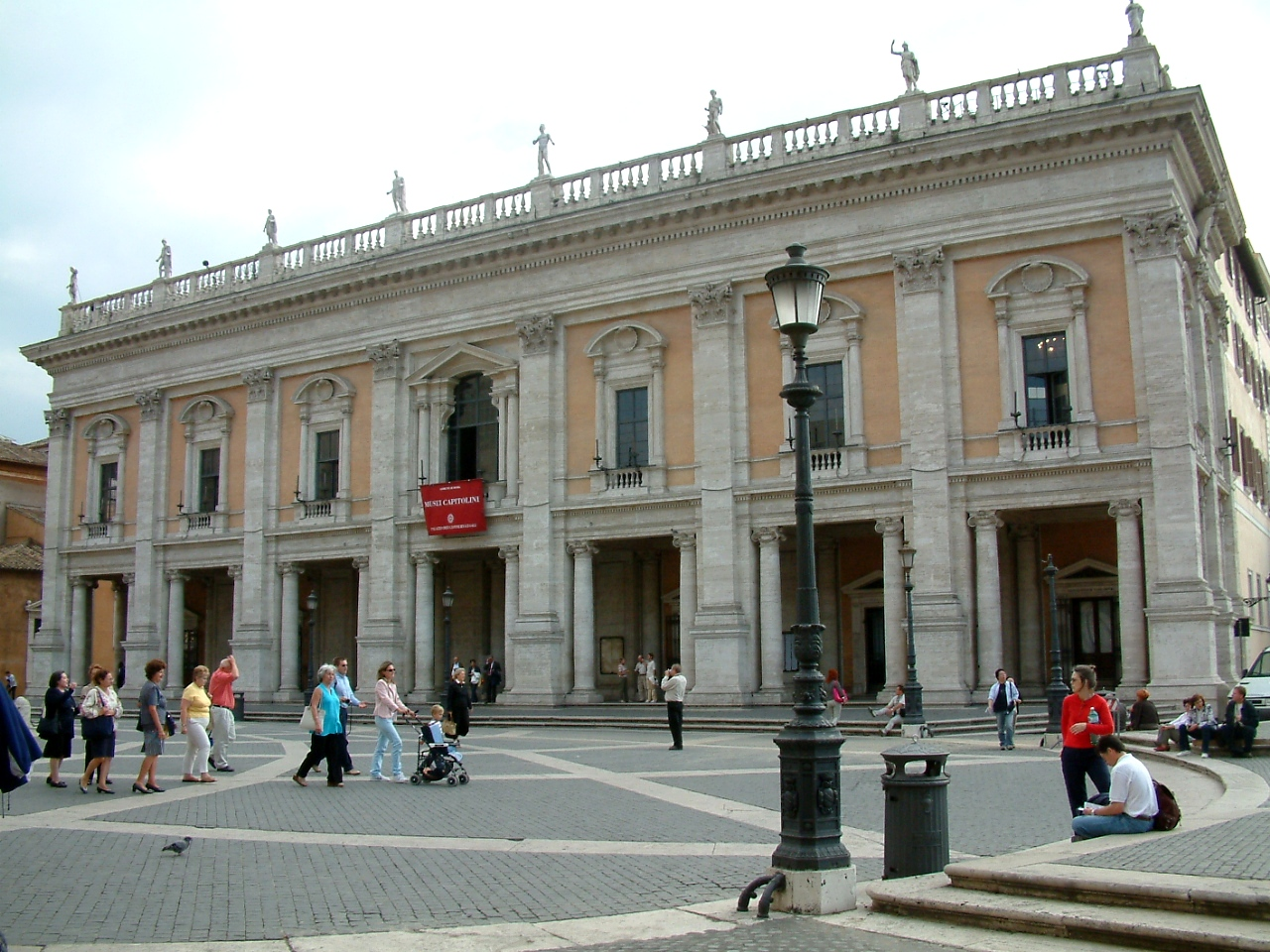
Beispiel: Museumsgebäude Palazzo Nuovo an der Piazza del Campidoglio

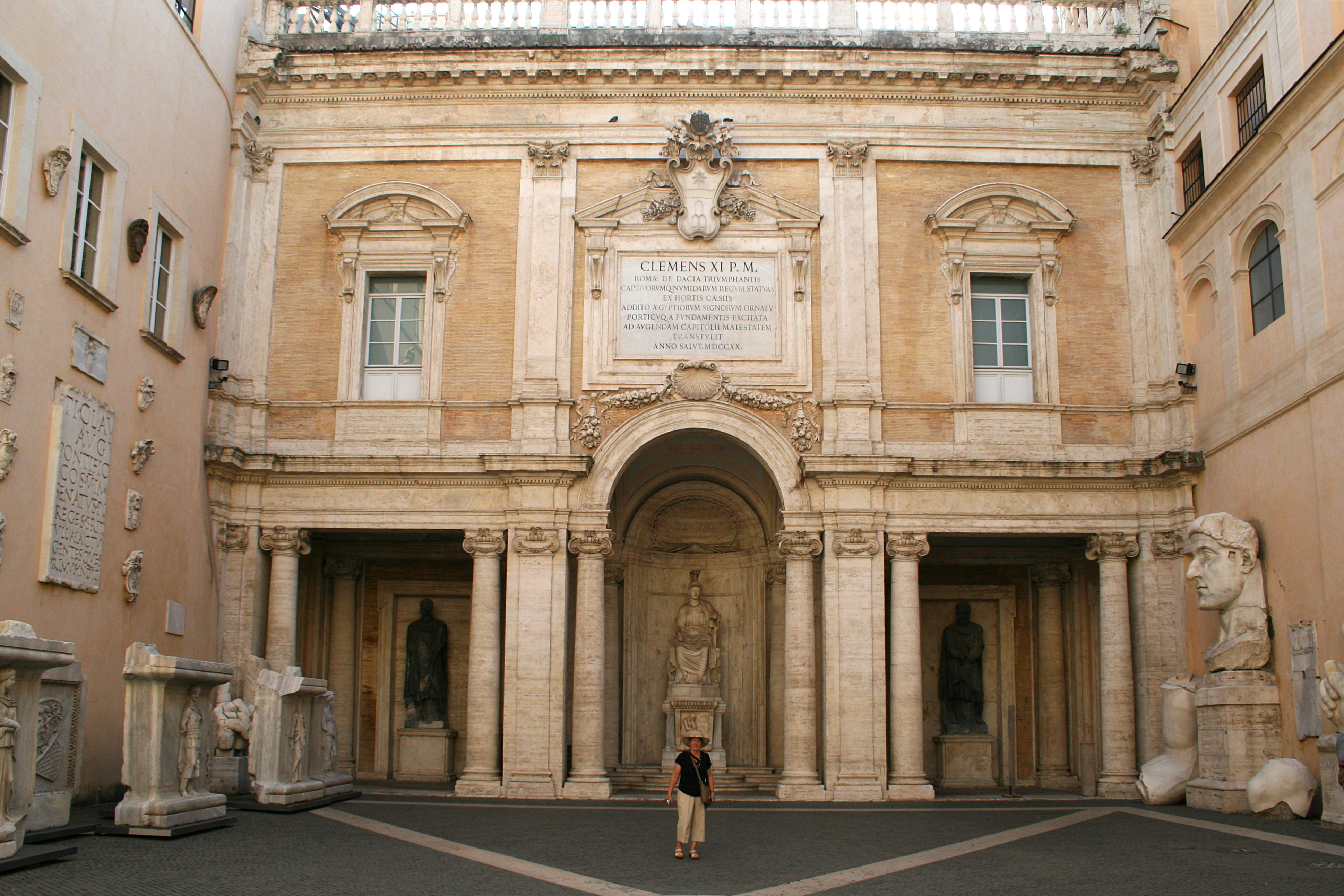
Cortile dei Conservatori (2011)

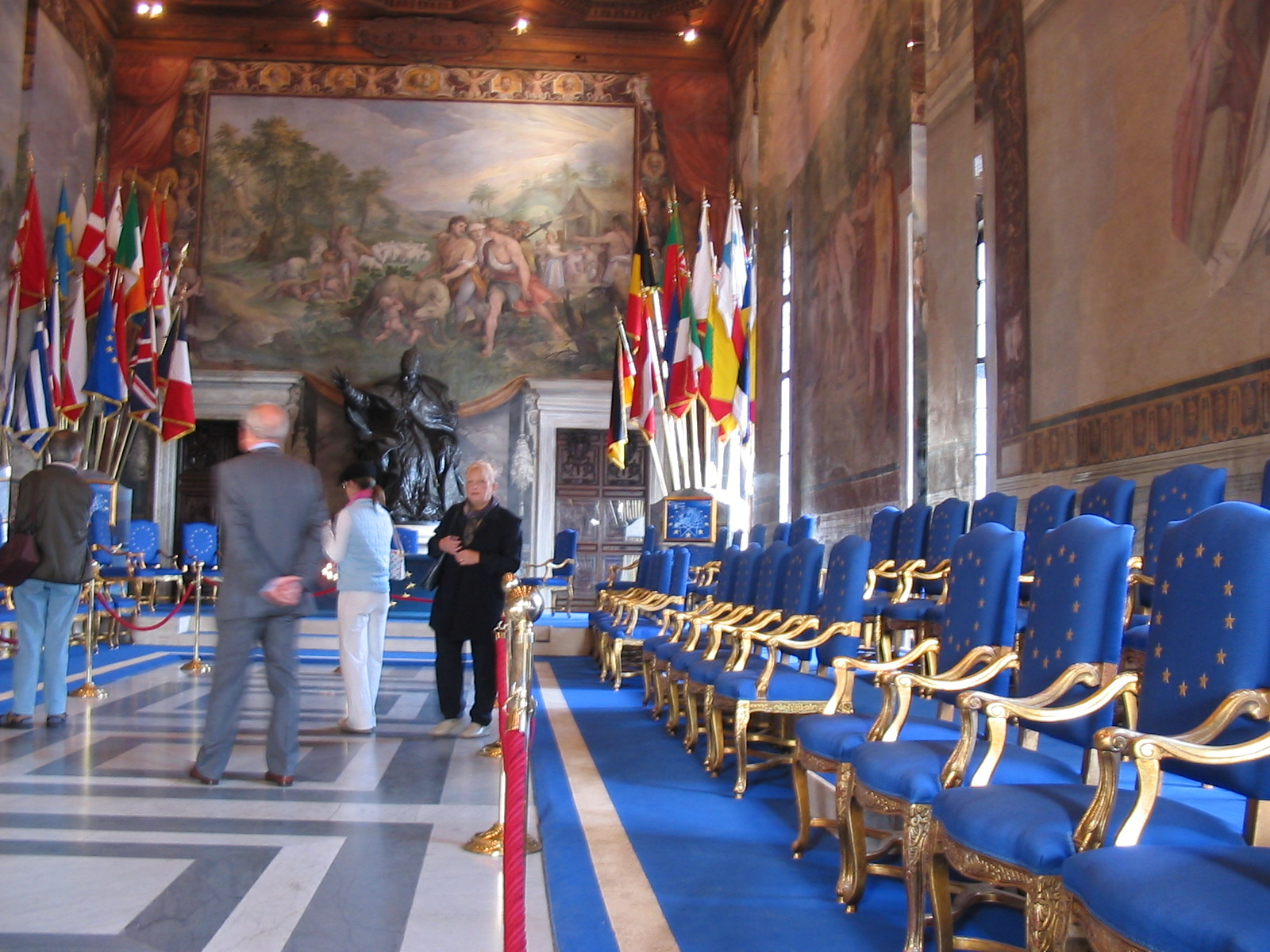
Saal, in dem 1957 die Römischen Verträge unterzeichnet wurden (Foto 2004)

Die Kapitolinischen Museen sind ein Museumskomplex der Stadt Rom und bestehen heute aus mehreren Antikensammlungen und Kunstgalerien. Die bedeutendsten befinden sich auf dem Kapitolshügel, oberhalb des Forum Romanum im Konservatorenpalast und dem Palazzo Nuovo.

## Geschichte
Die Kapitolinischen Museen gehen zurück auf das Jahr 1471, als die Stadt Rom eine Sammlung von Skulpturen griechischer und römischer Götter des Altertums von Papst Sixtus IV. erhielt. Auch in den folgenden Jahren wurde die Sammlung vor allem um vatikanische Bestände erweitert. So wollte Pius V. die Vatikanischen Paläste von heidnischen Statuen säubern und transferierte diese in den Konservatorenpalast.
Mit der Fertigstellung des Palazzo Nuovo 1654 konnte ein Teil der Sammlung dorthin gebracht werden und besser präsentiert werden. Nach dem Erwerb der Sammlung von Kardinal Albani wurde die Ausstellung 1734 erstmals dem Publikum geöffnet. Mit dem Ausbau Roms zur Hauptstadt Italiens ab 1870 wurde weitere Funde von Antiken gemacht, die in ein neues Antiquarium auf dem Celio ausgelagert wurden. 1925 wurde der zuvor enteignete Palazzo Caffarelli, 1952 der nördliche Anbau des Konservatorenpalasts, der Braccio Nuovo, in die Museen einbezogen und 1957 die Galleria Lapidaria eingerichtet. 1997 wurde wegen Bauarbeiten ein Teil der Sammlung in die Centrale Montemartini, ein ehemaliges Elektrizitätswerk an der Via Ostiense ausgelagert. Wegen des großen Erfolgs wurde diese 2005 in eine ständige Außenstelle umgewandelt.
Bis 2005 wurden die Museumsgebäude von Carlo Aymonino grundlegend umgebaut und erweitert. Dabei wurde auch der Palazzo Caffarelli erworben und einbezogen.

## Museen
Die Museen gliedern sich heute in mehrere Teile auf dem Kapitolshügel, die durch den gemeinsamen Eingang im Konservatorenpalast zu erreichen sind.
- Der Konservatorenpalast (Museo del Palazzo dei Conservatori), bis 1568 von Michelangelo entworfen und von Giacomo della Porta erbaut, wurde bis 2005 grundlegend umgestaltet und erweitert. Es befinden sich hier vor allem archäologische Funde sowie die Collezione Castellani. In einem verglasten Innenhof befindet sich heute die Reiterstatue des Kaisers Mark Aurel, deren Kopie auf dem Kapitolsplatz steht. Innerhalb des Museums sind auch Fundamente des Kapitolinischen Tempels zu sehen.

- Das sogenannte Appartamento dei Conservatori umfasst den ältesten Teil des Konservatorenpalastes mit der Sammlung von 1471, die in den freskierten Sälen gezeigt wird, darunter der Dornauszieher und die Kapitolinische Wölfin mit den beiden Knaben Romulus und Remus.

- In einem von 1939 bis 1941 entstandenen Flügel befindet sich seit 1957 die Pinakothek mit Werken unter anderem von Caravaggio, Tizian und Rubens.

- Der nach dem Ersten Weltkrieg enteignete Palazzo Caffarelli wurde 1925 als Museo Mussolini Teil der Ausstellung. Im Jahr 2000 wurde der benachbarte Palazzo Clementino einbezogen. Der Palazzo Caffarelli-Clementino beinhaltet unter anderem die Collezione Santarelli und die Münzsammlung.

- Der Palazzo Nuovo befindet sich gegenüber dem Konservatorenpalast am Kapitolsplatz. Er enthält unter anderem die Skulpturen der Collezione Albani. Im Hof steht die Statue des Marforio.

- In den 1930er Jahren wurde der Palazzo Nuovo mit dem Konservatorenpalast durch einen unterirdischen Gang verbunden. 1957 wurde hier die Galleria Lapidaria mit Fragmenten antiker Marmorinschriften eingerichtet, jedoch wegen eindringendem Wasser bald wieder geschlossen. Seit 2005 ist diese Abteilung wieder zu besichtigen.

- Seit 2005 ist über einen Gang von der Galleria Lapidaria das Tabularium und der Tempel des Veiovis erreichbar.

- Seit 1997 besteht an der Via Ostiense die Außenstelle in der Centrale Montemartini mit unter anderem der Giebelgruppe des Tempels des Apollo Sosianus.